# Bartelme
Bartelme es un pueblo ubicado en el condado de Shawano en el estado estadounidense de Wisconsin. En el Censo de 2010 tenía una población de 819 habitantes y una densidad poblacional de 8,88 personas por km².

## Geografía
Bartelme se encuentra ubicado en las coordenadas 44°53′35″N 88°55′7″O / 44.89306, -88.91861. Según la Oficina del Censo de los Estados Unidos, Bartelme tiene una superficie total de 92.2 km², de la cual 92.05 km² corresponden a tierra firme y (0.16%) 0.15 km² es agua.

## Demografía
Según el censo de 2010, había 819 personas residiendo en Bartelme. La densidad de población era de 8,88 hab./km². De los 819 habitantes, Bartelme estaba compuesto por el 21.12% blancos, el 0.73% eran afroamericanos, el 72.77% eran amerindios, el 0.12% eran asiáticos, el 0% eran isleños del Pacífico, el 0% eran de otras razas y el 5.25% pertenecían a dos o más razas. Del total de la población el 3.3% eran hispanos o latinos de cualquier raza.